# Кайзер, Доминик
Доминик Кайзер (нем. Dominik Kaiser; род. 16 сентября 1988, Мутланген, Баден-Вюртемберг) — немецкий футболист, полузащитник.

## Карьера
Свою профессиональную карьеру Доминик начал в клубе «Норманния», который выступал в Оберлиге Баден-Вюртемберг. За него он сыграл 61 матч и забил 8 мячей. В 2009 году он попал на заметку к «Хоффенхайму», с которым и подписал контракт до 30 июля 2012 года. Выступать Доминик начал за вторую команду.
8 августа 2009 года он дебютировал за «Хоффенхайм-2» в гостевом поединке первого тура всё той же Оберлиге Баден-Вюртемберг против «Вайнхайма», который закончился поражением со счётом 0:1. Доминик вышел на поле на 73-й минуте вместо Паскаля Гроса. В том сезоне он сумел закрепиться в команде, и на следующий чемпионат, который команда проводила уже в Южной Регионаллиге, он был твёрдым игроком основы.
К концу сезона 2010/11 его стали привлекать к тренировкам основной команды, и 14 мая 2011 года, в домашнем поединке 34-го тура против «Вольфсбурга», который уже ничего не решал, он дебютировал в Бундеслиге. Игра закончилась поражением со счётом 1:3, Доминик появился на поле на 84-й минуте вместо Эдсона Брафхейда.
Сезон 2011/12 Доминик Кайзер начал во второй команде, однако тренировался с основной командой и присутствовал в её заявках на матч.
С 2012 по 2018 год Кайзер выступал за клуб «РБ Лейпциг». Он помог клубу подняться из региональной лиги в Бундеслигу, а после пробиться в Лигу чемпионов. В 2015—2017 годах Доминик был капитаном команды.
В июне 2018 года Кайзер в статусе свободного агента перешёл в датский Брондбю, с которым заключил контракт на два года. В этом клубе он воссоединился с тренером Александром Цорнигером, под началом которого играл три года в «Лейпциге». за футбольный клуб «Брённбю» Доминик Кайзер в сезоне 2018/2019 сыграл 22 официальных игры в которых забил 1 гол и получил 4 желтые карточки